# 斯蒂納岩
斯蒂納岩（英語：Stina Rock）是南極洲的岩石，位於南喬治亞群島，處於埃爾塞胡爾灣入口處東面，海拔高度35米，在1957年由英國南極名稱諮詢委員會命名，由英國海外領土管轄。